# Bibliothèque nationale du pays de Galles
La Bibliothèque nationale du pays de Galles (en gallois : Llyfrgell Genedlaethol Cymru) est un organisme public gallois créé en 1907. Bibliothèque nationale du pays de Galles, elle est située sur une colline de la ville d'Aberystwyth, dans le comté de Ceredigion.
Plus grande bibliothèque du pays de Galles, elle possède plus de 6,5 millions d'ouvrages et de périodiques. Elle conserve un grand nombre de manuscrits gallois dont le Livre blanc de Rhydderch, le Livre de Taliesin, le Livre noir de Carmarthen et le Livre d'Aneurin ainsi que le seul exemplaire du premier livre imprimé en gallois, Yn y lhyvyr hwnn (1546). 

## Histoire

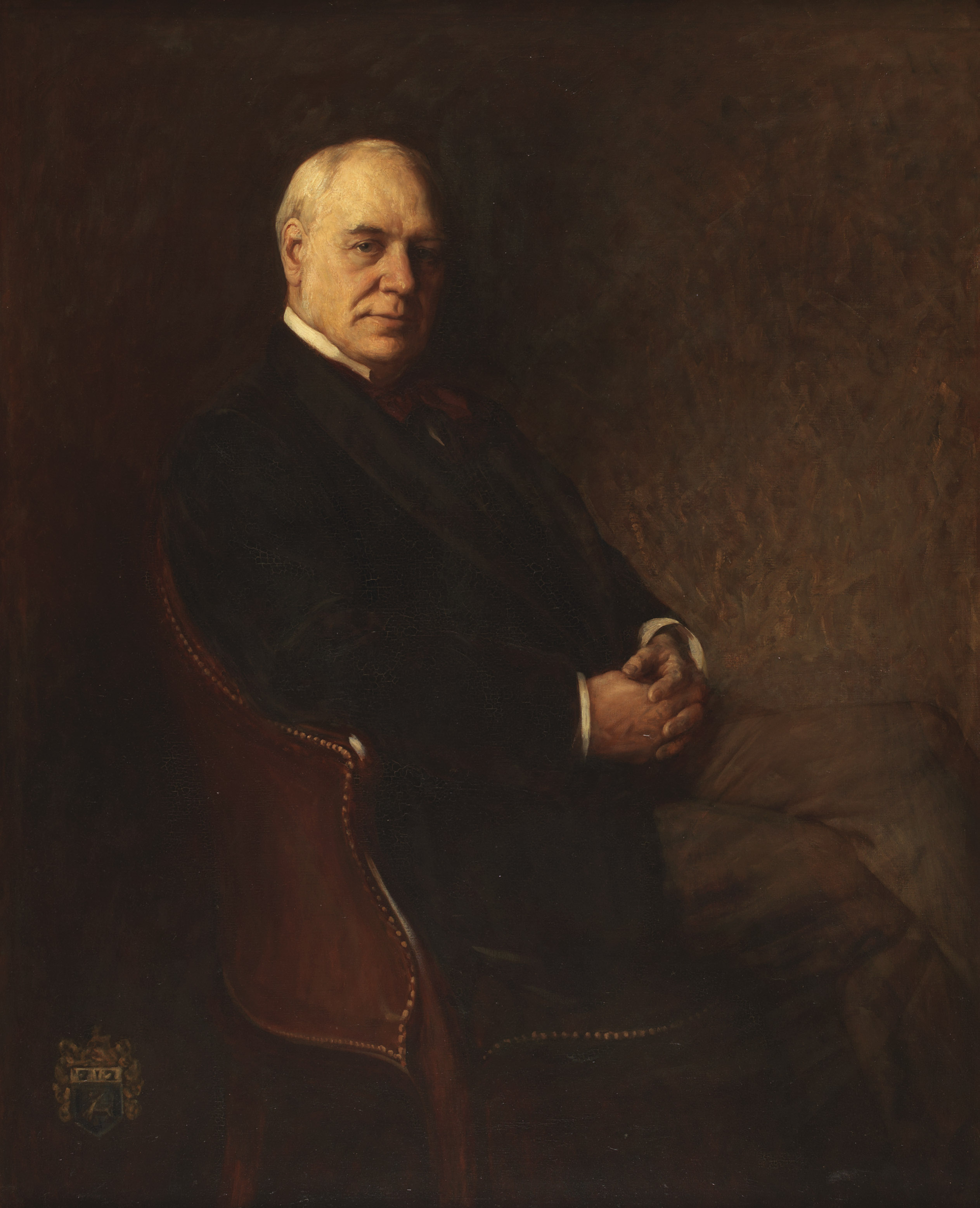
Sir John Williams, l'un des principaux fondateurs de la Bibliothèque nationale.

En 1873, un comité a été mis en place pour collecter les documents en gallois et les conserver à l'University College d'Aberystwyth (actuel Université d'Aberystwyth). En 1905, le gouvernement promet un budget pour créer une bibliothèque nationale et un musée national du pays de Galles, et le Conseil privé nomme un comité pour décider de l'emplacement des deux institutions. David Lloyd George, qui devint plus tard Premier ministre, soutint l'effort d'établir la Bibliothèque nationale à Aberystwyth, qui fut choisi comme emplacement de la bibliothèque après une lutte acharnée avec Cardiff, en partie parce qu'une collection était déjà disponible au Collège. Sir John Williams, médecin et collectionneur de livres, avait également déclaré qu'il présenterait sa collection (en particulier la collection de manuscrits de Peniarth) à la bibliothèque si celle-ci était établie à Aberystwyth. Il a aussi finalement donné 20 000 £ pour construire et établir la bibliothèque. Cardiff a finalement été choisi comme l'emplacement du Musée national du pays de Galles. Les fonds de la Bibliothèque nationale et du Musée national ont été alimentés par les cotisations des classes laborieuses, ce qui était inhabituel dans la création de ces institutions. Dans une note préliminaire A List of Subscribers to the Building Fund (une liste d'abonnés au fonds de construction, 1924), le premier bibliothécaire, John Ballinger, estime qu'il y avait près de 110 000 contributeurs. La bibliothèque et le musée ont été établis par la charte royale du 19 mars 1907. La Charte stipulait que si la Bibliothèque nationale du pays de Galles devait être retirée d'Aberystwyth, les manuscrits donnés par Sir John Williams deviendraient la propriété du Collège universitaire. Une nouvelle charte royale a été accordée en 2006.
La Bibliothèque nationale du pays de Galles a reçu le privilège du dépôt légal en vertu de la loi de 1911 sur le droit d'auteur. Initialement, toutefois, la Bibliothèque ne pouvait réclamer que du matériel réputé être d'intérêt gallois et celtique sans aucune restriction sur les publications coûteuses ou en édition limitée. En 1987, la dernière de ces restrictions a été supprimée pour que le droit de dépôt légal de la Bibliothèque nationale du pays de Galles soit égal à celui de la Bibliothèque bodléienne, de la Bibliothèque de l'université de Cambridge, de la Bibliothèque du Trinity College et de la Bibliothèque nationale d'Écosse.
La première utilisation de la classification de la Bibliothèque du Congrès par une bibliothèque en Grande-Bretagne a eu lieu à la Bibliothèque nationale du pays de Galles en 1913.

### Bibliothécaires
- John Ballinger (1909–1930)
- William Llewelyn Davies (1930–1952)
- Thomas Parry (1953–1958)
- E. D. Jones (1958–1969)
- David Jenkins (1969–1979)
- R. Geraint Gruffydd (1980–1985)
- Brynley F. Roberts (1985–1994)
- J. Lionel Madden (1994–1998)
- Andrew M. Green (1998–2013)
- Aled Gruffydd Jones (2013–2015)[1],[2]
- Linda Tomos (from 1 November 2015)[3]